# Bad Company (албум)
„Bad Company“ (на български: Лоша компания) е първият студиен албум на едноименната британска хардрок група „Бед Къмпани“. Издаден е през 1974 година.
Албумът е записан през ноември 1973 година за по-малко от 10 дена в „Headley Grange“, Източен Хампшър с помощта на мобилното студио на Рони Лейн. Почти всички песни от албума се превръщат в класически рок композиции и световно популярни мелодии. Movin' On и Can't Get Enough са издадени като сингли, които веднага влизат в челните места на класациите. Последната е използвана за озвучаването на реклама за продуктите на Levi Strauss & Co. през 1999 година.
„Bad Company“ добива „5х Мултиплатинен“ статус, продавайки се в над 5 000 000 копия само за територията на САЩ и Канада от издаването си до днес. Албумът заема 46-о място сред най-продаваните албуми от 1970-те години.

## Списък на песните

### „А“ страна
1. Can't Get Enough (Мик Ралфс) – 4:16
2. Rock Steady (Пол Роджърс) – 3:46
3. Ready for Love (Мик Ралфс) – 5:01
4. Don't Let Me Down (Пол Роджърс, Мик Ралфс) – 4:22

### „Б“ страна
1. Bad Company (Пол Роджърс, Саймън Кърк) – 4:50
2. The Way I Choose (Пол Роджърс) – 5:05
3. Movin' On (Мик Ралфс) – 3:21
4. Seagull (Пол Роджърс, Мик Ралфс) – 4:06

## Музиканти
- Пол Роджърс – вокали, китара, пиано, акордеон
- Мик Ралфс – китара, клавишни
- Саймън Кърк – барабани
- Боз Бърел – баскитара

Допълнителни:
- Сю Гловър и Съни Лесли – беквокали в Movin' On и Don't Let Me Down
- Мел Колинс – саксофон в Don't Let Me Down